# Sonic aux Jeux olympiques de Tokyo 2020
Sonic aux Jeux olympiques de Tokyo 2020 est un jeu vidéo édité par Sega sorti le 7 mai 2020 sur App Store et Google Play. Il met en scène Sonic et ses amis s'affrontant lors des Jeux olympiques d'été de 2020 à Tokyo. Il fait partie de la série Sonic et est une adaptation mobile de Mario et Sonic aux Jeux olympiques de Tokyo 2020 mettant uniquement en scène les personnages de Sega pour l'occasion.